# Потрогош Юрій Олександрович
Юрій Олександрович Потрогош  — майор Збройних сил України, учасник російсько-української війни, що відзначився під час російського вторгнення в Україну в 2022 році.

## Життєпис
Народився 13 квітня 1986 року в селищі Чинадієво Мукачівського району Закарпатської області, в сім’ї робітників . В 2001 році вступив до Мукачівського ліцею з посиленою військово-фізичною підготовкою, який успішно закінчив в 2003 році.
По завершенні ліцею вступив до Харківського військового університету (з 30.12.2003 Харківський університет Повітряних Сил). В 2008 році закінчив університет за спеціальністю «Комп’ютеризовані системи, автоматика та управління».
Загинув 16 травня 2024 внаслідок ворожого ракетного удару по командному пункту в районі села Стара Водолага Нововодолазького району Харківської області 

## Нагороди
- орден «За мужність» I ступеня (2024) — за особисту мужність і самовіддані дії, виявлені у захисті державного суверенітету та територіальної цілісності України, вірність військовій присязі[2]
- орден «За мужність» II ступеня (2022) — за особисту мужність і самовіддані дії, виявлені у захисті державного суверенітету та територіальної цілісності України, вірність військовій присязі[3].
- орден «За мужність» III ступеня (2022) — за особисту мужність і самовіддані дії, виявлені у захисті державного суверенітету та територіальної цілісності України, вірність військовій присязі[4].